# シバヤギ
シバヤギ（柴山羊）は、日本在来種の家畜ヤギの一種。哺乳綱偶蹄目ウシ科。長崎県西彼杵半島の西海岸や五島列島などで食肉用として古くから飼育されていたというが、ヨーロッパからザーネン種が導入されて以来雑種化が進み、現在純粋のものはいないという。

## 概要
体格は非常に小形で体重20キログラムから25キログラム、体高50センチメートル程度。毛は白で稀に褐色や黒色の差し毛が入ったもの（チンチラ毛）が見られる。角は雄雌ともに有り、肉垂れがなく、強健で粗食に耐え、温順な性質と寄生虫や腰麻痺への抵抗性が強いため管理や繁殖は比較的容易。周年繁殖で多産、早熟で生後7か月ほどで繁殖でき、妊娠期間はおよそ5か月で1度に1頭から3頭の子を産む。

## 参考資料
- シバヤギの紹介